# シスコン王子
- 藤子不二雄（連載） > 藤子不二雄Ⓐ > シスコン王子
- 藤子不二雄 > アニメ > シスコン王子

『シスコン王子』（シスコンおうじ）とは、藤子不二雄の安孫子素雄（のちの藤子不二雄Ⓐ）による漫画、およびテレビ放送された同名の人形アニメーション。
漫画は漫画雑誌『少年』（光文社）で連載された。ここでは、テレビ番組『進めシスコン』についても扱う。

## 解説
1963年（昭和38年）、シスコ製菓（現・日清シスコ）のCMキャラクター“シスコン坊や“を主役としたテレビ映画の企画が立ち上がり、漫画とシノプシスの執筆が藤子不二雄に依頼された。藤子不二雄の安孫子素雄が執筆し、第2部までのシノプシスが夏頃提出された。「シスコン王子」という名前はコーンフレークの商品名であるシスコーンに由来する。シスターコンプレックスとは無関係。
漫画『シスコン王子』は、『少年』1963年11月号から翌64年10月号まで藤子不二雄名義で連載された（タイアップ漫画作品）。漫画の単行本は藤子不二雄ランドの一環として1989年7月に発売されたのち、藤子不二雄Ⓐランドとして2002年12月に復刊。Ⓐランド版が復刊ドットコムより2012年1月1日に再発売、2014年2月24日に電子書籍（藤子不二雄Ⓐデジタルセレクション）で発売された。
テレビアニメ『シスコン王子』は、フジテレビ系のシスコ製菓一社提供番組『進めシスコン』内で1963年12月20日から1964年3月27日まで全15話が放送された。
『進めシスコン』枠内では元々、1963年10月4日から日米合作の人形アニメーション『ピノキオの冒険(原題・The New Adventures of Pinocchio)』を放送していたが、12月20日の本作開始と同時に『ピノキオ』を15分に縮小し、『ピノキオ』と本作を2本立てで放送するコンプレックス枠となった。
人形をコマ撮りした「ストップモーション」で制作されており、テレビシリーズの人形アニメーションとしては日本初であるが、制作にあたって費用と時間がかさみ、第15話で打ち切りとなり商業的には失敗に終わった。当時としては珍しくカラーで制作されたが、本放送ではモノクロで放送された。
物語では、シスコン王子が窮地に追い込まれると、「シスコーン」を食べて知恵が閃くという、プロダクトプレイスメントを兼ねたシークエンスが挿入された。

## あらすじ
南の島「エース島」にあるエース国は、かつては平和な島国だったがいつしか世界情勢を左右する存在になってしまった。
悪の手から世界を護るべく、シスコン王子とチョコはスーパーカー「ポニー号」に乗って彼らに立ち向かっていくのであった。

## 登場人物
シスコン王子
声：香椎くに子
エース国の王子で、見た目はインディアンに近い。
チョコ
声：北里深雪
シスコン王子のガールフレンドで、父親はエース国の大臣。
ゴンガ
声：
エース国の巨漢。
エース国王
声：千葉信男
シスコン王子の父親。
ノウスロ侍従長
声：相模武
エース国王の側近。
ブラックスター
声：浦野光
悪の秘密結社「黒星党」の首領。
キャプテン・シークレット
声：睦五郎
「黒星党」を追う秘密警察のメンバー。
艦長
声：島田三郎
原子力潜水艦「マリンキング」号の艦長。

## スタッフ
- 脚本：国府田宏行
- 監督：浅野龍麿
- 演出：浅野龍麿
- 原作：藤子不二雄（現：藤子不二雄Ⓐ）
- 製作：スタジオKAI
- アニメーター：園哲太郎、見米豊、及川巧一、岡本忠成、安藤映子、真賀里文子他
- 撮影：男沢浩、高森菱児、池田仁男
- 照明：椎葉昇
- 美術：山下宏
- 人形制作：田畑精一

## 各話リスト
| 話数 | サブタイトル      | 放送日          |
| ---- | ----------------- | --------------- |
| 1    | 原子力潜水艦来る! | 1963年 12月20日 |
| 2    | 謎の水兵          | 12月27日        |
| 3    | 意外!X2号作戦     | 1964年 1月10日  |
| 4    | (不明)            | 1月17日         |
| 5    | (不明)            | 1月24日         |
| 6    | (不明)            | 1月31日         |
| 7    | (不明)            | 2月7日          |
| 8    | (不明)            | 2月14日         |
| 9    | (不明)            | 2月21日         |
| 10   | (不明)            | 2月28日         |
| 11   | (不明)            | 3月6日          |
| 12   | (不明)            | 3月13日         |
| 13   | (不明)            | 3月20日         |
| 14   | (不明)            | 3月27日         |

第4話以降のサブタイトルは不明。

## 主題歌
- 「シスコン王子」
  - 作詞：国府田宏行／作曲：佐藤真／歌：伴久美子、ビクター児童合唱団

## その他
- フジテレビの回顧番組などではほとんど放送されないが、1989年8月20日放送のTBS系『テレビ探偵団』（ゲスト：河合奈保子）番組内のワンコーナー「私だけが知っている」で人形劇が特集された際、『飛べ!孫悟空』、『新八犬伝』、『プリンプリン物語』などと共に本作第2話の映像が放送された。
- フィルムは現存し、2015年現在、日清シスコ株式会社が映像を保有している。2014年、藤子不二雄FCネオ・ユートピアの上映会で第1話が上映された。